# Magawa (rata de Gàmbia)

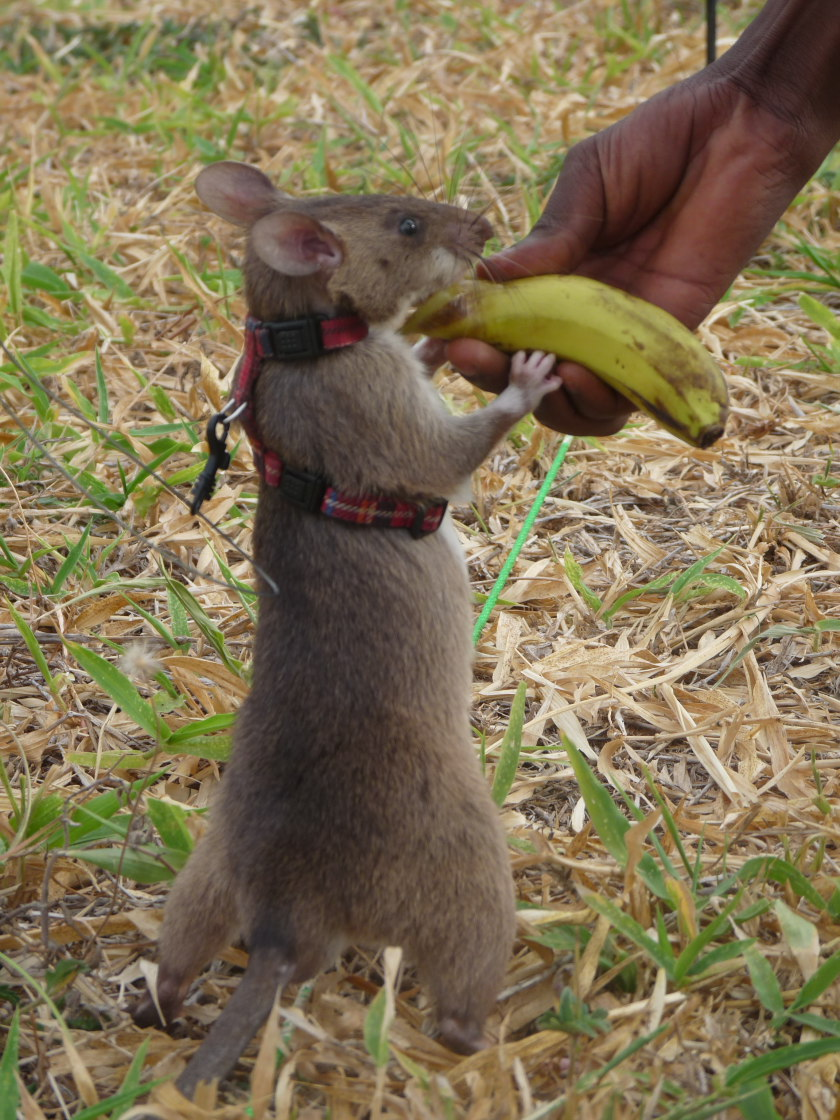
Una rata detectora (HeroRAT) rebent la seva recompensa després de fer feina

Magawa (Morogoro, Tanzània, 25 de novembre de 2013 - 2022) va ser una rata de Gàmbia mascle detectora de mines. Va rebre el setembre de 2020 la Medalla d'or del People's Dispensary for Sick Animals per la seva gran feina de detecció de mines que ha salvat moltes vides. Fins a la seva jubilació el juny del 2021, l'heroi rosegador va ajudar a detectar 71 mines terrestres i 38 altres artefactes explosius.

## Biografia
Magawa, com molts altres dels HeroRats, va néixer al camp que l'APOPO, una ONG belga, té a Tanzània, el 2013. S'hi crien rates de Gàmbia, una espècie de rosegador subsaharià, per tal d'entrenar-les a la detecció de mines. L'olfacte molt sensible de l'animal, la facilitat per a transportar-lo i el seu pes lleuger (Magawa que fa uns 70 cm només pesa 1,230 kg) fan d'aquesta espècie un detector de mines molt eficaç sense que s'arrisqui la seva vida.
Després del seu entrenament, el 2016 s'envià Magawa a la zona de Siem Reap a Cambodja, país on encara romanen moltes mines ocultes d'ençà de la Guerra del Vietnam i els conflictes ulteriors.
Al cap de quatre anys de servei l'animalet, que portava un arnès durant la seva feina de detecció, havia esdevingut el desminador més eficaç del programa, essent capaç d'explorar una superfície de terreny d'uns 200 m² quan un humà amb detector de metalls necessitaria entre un a quatre dies.